# Chronologie du royaume de France
L'histoire du royaume de France fut essentiellement marquée par les événements suivants.

## 987
Mort de Louis V, élection et sacre de Hugues Capet : fondation de la dynastie capétienne. Le principe de primogéniture masculine pour la succession au trône est instauré.

## 1159-1259
Conflit Capétiens-Plantagenêt. Cette « première Guerre de Cent Ans » prend fin avec le Traité de Paris : Louis IX rétrocède au roi d'Angleterre Henri III Plantagenêt des territoires dans le sud-ouest de la France. Ce dernier s'engage, pour ces possessions, à rendre au roi de France l'hommage féodal dû au suzerain.

## 1337-1453
Guerre de Cent Ans lors de la succession de Charles IV le Bel :  victoire française : la maison de Valois conserve la couronne de France, l'armée anglaise se retire moyennant pension. Jeanne d'Arc entre dans la légende.

## 1515
Début du règne de François Ier, considéré comme le monarque emblématique de la période de la Renaissance française.

## 1539
Ordonnance de Villers-Cotterêts : François Ier fait du français la langue officielle du droit et de l'administration, en lieu et place du latin.

## 1562-1598
Guerres de religion, incarnées par le massacre de la Saint-Barthélemy en 1572. Prennent fin avec la signature par Henri IV de l'édit de Nantes en 1598.

## 1618-1648
Guerre de Trente Ans, impliquant principalement le Saint-Empire, l'Espagne ainsi que la Suède et la France. Aboutit aux traités de Westphalie, qui érigent l’État-nation souverain comme socle du droit international. Le pouvoir du Saint-Empire et de l'Église catholique est affaibli. Avec le traité de Münster, la France s'étend à l'est.

## 1635-1659
Guerre franco-espagnole : victoire française (traité des Pyrénées). Les Bourbons prennent définitivement le dessus sur les Habsbourg. La France devient la première puissance européenne.

## 1648-1653
Fronde : cette révolte durant la minorité de Louis XIV se caractérise par une superposition d'exigences de la guerre étrangère, de contestation parlementaire, de révoltes populaires, de soulèvement nobiliaires, principalement urbains, sur fond de crise économique.

## 1661
Début du règne personnel de Louis XIV, dont le prestige est incarné par le château de Versailles, et qui va faire de la royauté française le type accompli de la monarchie absolue.

## 1701-1714
Guerre de Succession d'Espagne : ce conflit européen fait suite à la mort sans descendance de Charles II de Habsbourg, roi d'Espagne. S'achève avec les traités d'Utrecht, rédigé en français, la langue devenue celle de la diplomatie. 

## 1756-1763
Guerre de Sept Ans : Statu quo en Europe, mais naissance de  l’Empire britannique (en Amérique du Nord et en Inde), puissance hégémonique dont l'affirmation fait presque entièrement disparaître le Premier espace colonial français.

## 1789
La prise de la Bastille marque le début de la Révolution française.

## 1791
La première constitution française est adoptée, mettant fin à la monarchie de droit divin et transférant la souveraineté du Roi à la Nation.

## 1792
Abolition de la royauté, au profit de la Convention nationale, qui fonde la Première République.

## 1814
Restauration de la monarchie.

## 1830
La Révolution de Juillet aboutit à la monarchie de Juillet, menée par les Orléans à la place des Bourbons.

## 1848
La Révolution de 1848 provoque la seconde abolition de la monarchie, relayée par la Deuxième République.